# Астеризам (ефекат)
Ефекат астеаризма је назив за оптички ефекат у облику звезде са 4 или 6 крака, који се могу уочити под одређеним углом и светлом. Ефекат се дугује финим паралелним влакнима или кристалима. Познат је код драгог или полудрагог камења, посебно код сафира, рубина, розе кварца, дипоспида, највише када су обло полирани. Лакше је уочљив код оних који су добијени вештачким путем.